# NDUFA7
NDUFA7 (англ. NADH:ubiquinone oxidoreductase subunit A7) – білок, який кодується однойменним геном, розташованим у людей на короткому плечі 19-ї хромосоми. Довжина поліпептидного ланцюга білка становить 113 амінокислот, а молекулярна маса — 12 551.
| 10         |  | 20         |  | 30         |  | 40         |  | 50         |
| ---------- |  | ---------- |  | ---------- |  | ---------- |  | ---------- |
| MASATRLIQR |  | LRNWASGHDL |  | QGKLQLRYQE |  | ISKRTQPPPK |  | LPVGPSHKLS |
| NNYYCTRDGR |  | RESVPPSIIM |  | SSQKALVSGK |  | PAESSAVAAT |  | EKKAVTPAPP |
| IKRWELSSDQ |  | PYL        |  |            |  |            |  |            |

A: Аланін

C: Цистеїн

D: Аспарагінова кислота

E: Глутамінова кислота

G: Гліцин

H: Гістидин

I: Ізолейцин

K: Лізин

L: Лейцин

M: Метіонін

N: Аспарагін

P: Пролін

Q: Глутамін

R: Аргінін

S: Серин

T: Треонін

V: Валін

W: Триптофан

Кодований геном білок за функцією належить до фосфопротеїнів. 
Задіяний у таких біологічних процесах, як транспорт, транспорт електронів, дихальний ланцюг, ацетилювання. 
Локалізований у мембрані, мітохондрії, внутрішній мембрані мітохондрії.